# Fusarium detonianum
Fusarium detonianum är en svampart som beskrevs av Sacc. 1886. Fusarium detonianum ingår i släktet Fusarium och familjen Nectriaceae.   Inga underarter finns listade i Catalogue of Life.